# ホワイトハウスへの鍵
ホワイトハウスへの鍵（ホワイトハウスへのかぎ、英: The Keys to the White House）、ないし13の鍵（13のかぎ、英: 13 Keys）は、1981年にアメリカ合衆国の歴史学者アラン・リクトマンおよびロシアの地質物理学者ウラジーミル・ケイリス＝ボロクによって開発されたアメリカ合衆国大統領選挙の結果を予測するモデルである。ケイリス＝ボロクが地震予知のために設計した未立証の手法を応用したものである。
モデルは真または偽の値を返す13の「鍵」と呼ばれるチェック項目により成り立っており、もし偽の項目が5以下であれば与党の大統領候補が選挙に勝利するが、偽の項目が6以上であれば野党の大統領候補が勝利するというものである。
このモデルを使用して、リクトマンは選挙の数か月前、あるいは数年前に予想を立て、1984年以降の11回の大統領選挙のうち9回の選挙の勝者を的中させてきた。しかし、2024年の選挙ではカマラ・ハリスが勝利すると予想してこれを外したほか、2000年の選挙でアル・ゴアを勝者として予想した際（ゴアは一般投票で多数であったが、選挙人投票で敗北した）や、2016年の選挙でドナルド・トランプを勝者として予想した際（トランプは選挙人投票で勝利して大統領に選出されたが、一般投票では多数を得られなかった）におけるリクトマンの予想の品質と正確性については論争がある。
リクトマンはこのモデルの信頼性をもって、米国の有権者は、前回選挙後から現在までの4年間の間に国家がどれ程良い具合に統治されたかで、大統領選の投票先を決めているのであり、実際に行われる選挙運動は有権者の投票行動に意味のある影響を与えるものではないと主張している。もし有権者らが国家の統治に満足しているのであれば、現職の大統領が再選されるかあるいは与党の候補が勝利するだろうが、満足していないのであれば、大統領の座は野党候補に移るだろうとしている。

## 開発
1981年にカリフォルニア工科大学で開かれた晩餐会でアラン・リクトマンはウラジーミル・ケイリス＝ボロクと知り合った。ケイリス＝ボロクは自身の地震予知の手法を自由民主主義国家における選挙の結果の予想に応用するのに興味があり、それはケイリス＝ボロクの母国であるソビエト連邦の一党制下では不可能なことであった。晩餐会に招かれた客の一人がケイリス＝ボロクをリクトマンに紹介した。米国の歴史を定量的に分析するリクトマンに対してケイリス＝ボロクは興味を抱き、リクトマンはケイリス＝ボロクの手法のアメリカ合衆国大統領選挙の予測への応用に助力することに同意した。
リクトマンとケイリス＝ボロクは1860年から1980年までの毎回の米国大統領選挙のデータを調査し、選挙の結果に供する因子を特定しようと試みた。やがてリクトマンは自身の独自の研究により、米国の有権者らの行動は実際には選挙運動には左右されず、現大統領がどれほど職にあたって手腕を発揮したかに対する評価に基づいているのだという結論を得た。加えて、現大統領が再選を模索していなくても、現大統領の政策の成功や失敗が与党候補の行く末を左右するということにも言及した。
1981年、リクトマンとケイリス＝ボロクは大統領選挙の結果を予想するモデルを論文に掲載した。この段階では、モデルに含まれるチェック項目の数は12で、現職大統領が任期を何期務めたか、前回選挙で与党候補が一般投票で多数を得たかに関する項目が含まれていた。政治的イデオロギー、その時代における有力な政党、野党候補の指名争いにおける有力な対立候補の有無、国家が平時か戦時下かに関する4つの項目もあったが、最終的に削除された。
後にモデルの項目は13に修正され、在任期間に関する項目と、前回選挙結果に関する項目とは、与党が議会で多数派かに関する項目に変更され、加えて外交政策の成功および失敗の有無に関する項目が追加された。
経済成長などに関する項目は客観的に真偽を判断できるが、候補のカリスマ性の有無に関する項目は主観的な判断が必要とされる。

## 鍵
モデルは大統領選挙前の情勢に関する13の命題によって構成されており、命題が返す値が真であれば、与党候補に有利になる。
もし偽の命題の数が5以下であれば、政治的な地盤は安定していると判断され、与党候補の勝利が予想される。反対に偽の命題の数が6以上であれば、政治的な地盤に「地震」が起こることを意味し、与党候補の敗北が予想されるというものである。
「鍵」と呼ばれる13の命題は以下の通り。
| #  | 説明                                                                           |
| -- | ------------------------------------------------------------------------------ |
| 1  | 中間選挙で与党が下院で前回の中間選挙時よりも議席数を増やしたか。               |
| 2  | 与党候補の指名争いに有力な対立候補がいなかったか。                             |
| 3  | 与党候補が現職の大統領か。                                                     |
| 4  | 有力な第三党や別の運動はないか。                                               |
| 5  | 短期経済は良好か。選挙期間中に景気の後退はないか。                             |
| 6  | 長期経済は良好か。任期中の一人当たりの経済成長率は前二期の間のそれを上回るか。 |
| 7  | 現政権が大幅な政策変更を行ったか。                                             |
| 8  | 任期中に現在進行中の社会不安はないか。                                         |
| 9  | 現政権に大きなスキャンダルはないか。                                           |
| 10 | 現政権に外交、軍事政策上における大きな失敗はないか。                           |
| 11 | 現政権に外交、軍事政策上における大きな成功はあるか。                           |
| 12 | 与党候補はカリスマ性が有するか、あるいは国民的な英雄か。                       |
| 13 | 野党候補はカリスマ性を有しないか、あるいは国民的な英雄でないか。               |

## 過去の選挙結果との照合
モデルを開発するに当たって、リクトマンはモデルを過去の1860年から1980年までの大統領選挙に遡及適用して予想した結果と、過去の実際の選挙結果とを照合している。
セオドア・ローズヴェルトが勝利した1904年の選挙時においては、全ての鍵が真となっており、これは過去31回の選挙の中で唯一である。偽の鍵の最多は1876年、1960年および2008年の選挙時の9個で、いずれも与党が共和党だった時である。
1860年から1980年までの31回のアメリカ合衆国大統領選挙で、モデルにより予想された勝者と一般投票の最多得票者は全て一致している。そして2回を除いて、実際に選挙人投票で選出された大統領と一致している。
一致しなかった選挙は以下の通り。
- 1876年の選挙については、偽の鍵の数が9個で与党共和党の候補者ラザフォード・ヘイズの敗北がモデルでは予想され、実際にも一般投票では民主党の候補者サミュエル・ティルデンが多数を得ていたが、選挙管理委員会はヘイズを選挙人投票の勝者と認定し、ヘイズが最終的に当選者となっていた。
- 1888年の選挙については、偽の鍵の数が5個しかなく、民主党の大統領グロヴァー・クリーヴランドの再選が予想され、実際にも一般投票ではクリーヴランドが多数を得たが、共和党の候補者ベンジャミン・ハリソンが選挙人投票で勝利した[22][17][23]。

### 対照表
| 選挙 | 与党の候補者                                    | 野党の候補者                                      | 与党が 議席増 | 与党内で 有力な ライバルなし | 与党候補 が現職 | 有力な 第三党なし | 短期経済 が良好 | 長期経済 が良好 | 主要な 政策変更 | 社会不安 無し | スキャン ダルなし | 外交政策の 失敗なし | 外交政策の 成功有り | 与党候補に カリスマ性 あり | 野党候補に カリスマ性 なし | 偽の鍵 | 予想勝者                     | 実際の勝者                   |
| ---- | ----------------------------------------------- | ------------------------------------------------- | ------------- | ---------------------------- | --------------- | ----------------- | --------------- | --------------- | --------------- | ------------- | ----------------- | ------------------- | ------------------- | -------------------------- | -------------------------- | ------ | ---------------------------- | ---------------------------- |
| 1860 | スティーブン・ダグラス （民主党）               | エイブラハム・リンカン （共和党）                 | 真            | 偽                           | 偽              | 偽                | 真              | 真              | 偽              | 偽            | 真                | 真                  | 偽                  | 偽                         | 真                         | 7      | エイブラハム・リンカン       | エイブラハム・リンカン       |
| 1864 | エイブラハム・リンカン （共和党）               | ジョージ・マクレラン （民主党）                   | 真            | 真                           | 真              | 真                | 真              | 偽              | 真              | 偽            | 真                | 真                  | 真                  | 偽                         | 真                         | 3      | エイブラハム・リンカーン     | エイブラハム・リンカーン     |
| 1868 | ユリシーズ・グラント （共和党）                 | ホレイショ・シーモア （民主党）                   | 真            | 真                           | 偽              | 真                | 真              | 真              | 真              | 偽            | 真                | 真                  | 真                  | 真                         | 真                         | 2      | ユリシーズ・グラント         | ユリシーズ・グラント         |
| 1868 | ホレイショ・シーモア （民主党）                 | ユリシーズ・グラント （共和党）                   | 偽            | 偽                           | 偽              | 真                | 真              | 真              | 真              | 偽            | 真                | 真                  | 真                  | 偽                         | 偽                         | 6      | ユリシーズ・グラント         | ユリシーズ・グラント         |
| 1872 | ユリシーズ・グラント （共和党）                 | ホレス・グリーリー （民主党／自由共和党）         | 偽            | 真                           | 真              | 真                | 真              | 真              | 偽              | 偽            | 真                | 真                  | 真                  | 真                         | 真                         | 3      | ユリシーズ・グラント         | ユリシーズ・グラント         |
| 1876 | ラザフォード・ヘイズ （共和党）                 | サミュエル・ティルデン （民主党）                 | 偽            | 偽                           | 偽              | 真                | 偽              | 偽              | 偽              | 真            | 偽                | 真                  | 偽                  | 偽                         | 真                         | 9      | サミュエル・ティルデン       | ラザフォード・ヘイズ         |
| 1880 | ジェームズ・ガーフィールド （共和党）           | ウィンフィールド・スコット・ハンコック （民主党） | 真            | 偽                           | 偽              | 真                | 真              | 真              | 真              | 真            | 真                | 真                  | 偽                  | 偽                         | 真                         | 4      | ジェームズ・ガーフィールド   | ジェームズ・ガーフィールド   |
| 1884 | ジェイムズ・G・ブレイン （共和党）              | グロヴァー・クリーヴランド （民主党）             | 偽            | 偽                           | 偽              | 真                | 偽              | 偽              | 偽              | 真            | 真                | 真                  | 偽                  | 真                         | 真                         | 7      | グロヴァー・クリーヴランド   | グロヴァー・クリーヴランド   |
| 1888 | グロヴァー・クリーヴランド （民主党）           | ベンジャミン・ハリソン （共和党）                 | 偽            | 真                           | 真              | 真                | 真              | 真              | 偽              | 偽            | 真                | 真                  | 偽                  | 偽                         | 真                         | 5      | グロヴァー・クリーヴランド   | ベンジャミン・ハリソン       |
| 1892 | ベンジャミン・ハリソン （共和党）               | グロヴァー・クリーヴランド （民主党）             | 偽            | 偽                           | 真              | 偽                | 真              | 真              | 真              | 偽            | 真                | 真                  | 偽                  | 偽                         | 真                         | 6      | グロヴァー・クリーヴランド   | グロヴァー・クリーヴランド   |
| 1896 | ウィリアム・ジェニングス・ブライアン （民主党） | ウィリアム・マッキンリー （共和党）               | 偽            | 偽                           | 偽              | 真                | 偽              | 偽              | 偽              | 偽            | 真                | 真                  | 偽                  | 真                         | 真                         | 8      | ウィリアム・マッキンリー     | ウィリアム・マッキンリー     |
| 1900 | ウィリアム・マッキンリー （共和党）             | ウィリアム・ジェニングス・ブライアン （民主党）   | 偽            | 真                           | 真              | 真                | 真              | 真              | 真              | 真            | 真                | 真                  | 真                  | 偽                         | 偽                         | 3      | ウィリアム・マッキンリー     | ウィリアム・マッキンリー     |
| 1904 | セオドア・ローズヴェルト （共和党）             | アルトン・パーカー （民主党）                     | 真            | 真                           | 真              | 真                | 真              | 真              | 真              | 真            | 真                | 真                  | 真                  | 真                         | 真                         | 0      | セオドア・ローズヴェルト     | セオドア・ローズヴェルト     |
| 1908 | ウィリアム・タフト （共和党）                   | ウィリアム・ジェニングス・ブライアン （民主党）   | 真            | 真                           | 偽              | 真                | 真              | 偽              | 真              | 真            | 真                | 真                  | 真                  | 偽                         | 真                         | 3      | ウィリアム・タフト           | ウィリアム・タフト           |
| 1912 | ウィリアム・タフト （共和党）                   | ウッドロウ・ウィルソン （民主党）                 | 偽            | 偽                           | 真              | 偽                | 真              | 真              | 偽              | 真            | 真                | 真                  | 偽                  | 偽                         | 真                         | 6      | ウッドロウ・ウィルソン       | ウッドロウ・ウィルソン       |
| 1916 | ウッドロウ・ウィルソン （民主党）               | チャールズ・エヴァンズ・ヒューズ （共和党）       | 偽            | 真                           | 真              | 真                | 真              | 偽              | 真              | 真            | 真                | 真                  | 真                  | 偽                         | 真                         | 3      | ウッドロウ・ウィルソン       | ウッドロウ・ウィルソン       |
| 1920 | ジェイムズ・コックス （民主党）                 | ウォレン・ハーディング （共和党）                 | 偽            | 偽                           | 偽              | 真                | 偽              | 偽              | 真              | 偽            | 真                | 偽                  | 真                  | 偽                         | 真                         | 8      | ウォレン・ハーディング       | ウォレン・ハーディング       |
| 1924 | カルヴァン・クーリッジ （共和党）               | ジョン・W・デイヴィス （民主党）                  | 偽            | 真                           | 真              | 偽                | 真              | 真              | 真              | 真            | 偽                | 真                  | 真                  | 偽                         | 真                         | 4      | カルヴァン・クーリッジ       | カルヴァン・クーリッジ       |
| 1928 | ハーバート・フーヴァー （共和党）               | アル・スミス （民主党）                           | 真            | 真                           | 偽              | 真                | 真              | 真              | 偽              | 真            | 真                | 真                  | 真                  | 偽                         | 真                         | 3      | ハーバート・フーヴァー       | ハーバート・フーヴァー       |
| 1932 | ハーバート・フーヴァー （共和党）               | フランクリン・ローズヴェルト （民主党）           | 偽            | 真                           | 真              | 真                | 偽              | 偽              | 偽              | 偽            | 真                | 真                  | 偽                  | 偽                         | 偽                         | 8      | フランクリン・ローズヴェルト | フランクリン・ローズヴェルト |
| 1936 | フランクリン・ローズヴェルト （民主党）         | アルフ・ランドン （共和党）                       | 真            | 真                           | 真              | 真                | 真              | 真              | 真              | 真            | 真                | 真                  | 偽                  | 真                         | 真                         | 1      | フランクリン・ローズヴェルト | フランクリン・ローズヴェルト |
| 1940 | フランクリン・ローズヴェルト （民主党）         | ウェンデル・ウィルキー （共和党）                 | 偽            | 真                           | 真              | 真                | 真              | 真              | 真              | 真            | 真                | 真                  | 偽                  | 真                         | 真                         | 2      | フランクリン・ローズヴェルト | フランクリン・ローズヴェルト |
| 1944 | フランクリン・ローズヴェルト （民主党）         | トマス・デューイ （共和党）                       | 偽            | 真                           | 真              | 真                | 真              | 真              | 真              | 真            | 真                | 偽                  | 真                  | 真                         | 真                         | 2      | フランクリン・ローズヴェルト | フランクリン・ローズヴェルト |
| 1948 | ハリー・S・トルーマン （民主党）                | トマス・デューイ （共和党）                       | 偽            | 真                           | 真              | 偽                | 真              | 偽              | 真              | 真            | 真                | 偽                  | 真                  | 偽                         | 真                         | 5      | ハリー・S・トルーマン        | ハリー・S・トルーマン        |
| 1952 | アドレー・スティーブンソン （民主党）           | ドワイト・D・アイゼンハワー （共和党）            | 真            | 偽                           | 偽              | 真                | 真              | 偽              | 偽              | 真            | 偽                | 偽                  | 真                  | 偽                         | 偽                         | 8      | ドワイト・D・アイゼンハワー  | ドワイト・D・アイゼンハワー  |
| 1956 | ドワイト・D・アイゼンハワー （共和党）          | アドレー・スティーブンソン （民主党）             | 真            | 真                           | 真              | 真                | 真              | 真              | 偽              | 真            | 真                | 真                  | 真                  | 真                         | 真                         | 1      | ドワイト・D・アイゼンハワー  | ドワイト・D・アイゼンハワー  |
| 1960 | リチャード・ニクソン （共和党）                 | ジョン・F・ケネディ （民主党）                    | 偽            | 真                           | 偽              | 真                | 偽              | 偽              | 偽              | 真            | 真                | 偽                  | 偽                  | 偽                         | 偽                         | 9      | ジョン・F・ケネディ          | ジョン・F・ケネディ          |
| 1964 | リンドン・ジョンソン （民主党）                 | バリー・ゴールドウォーター （共和党）             | 偽            | 真                           | 真              | 真                | 真              | 真              | 真              | 真            | 真                | 偽                  | 真                  | 偽                         | 真                         | 3      | リンドン・ジョンソン         | リンドン・ジョンソン         |
| 1968 | ヒューバート・ハンフリー （民主党）             | リチャード・ニクソン （共和党）                   | 偽            | 偽                           | 偽              | 偽                | 真              | 真              | 真              | 偽            | 真                | 偽                  | 偽                  | 偽                         | 真                         | 8      | リチャード・ニクソン         | リチャード・ニクソン         |
| 1972 | リチャード・ニクソン （共和党）                 | ジョージ・マクガヴァン （民主党）                 | 偽            | 真                           | 真              | 真                | 真              | 偽              | 偽              | 真            | 真                | 真                  | 真                  | 偽                         | 真                         | 4      | リチャード・ニクソン         | リチャード・ニクソン         |
| 1976 | ジェラルド・フォード （共和党）                 | ジミー・カーター （民主党）                       | 偽            | 偽                           | 真              | 真                | 真              | 偽              | 偽              | 真            | 偽                | 偽                  | 偽                  | 偽                         | 真                         | 8      | ジミー・カーター             | ジミー・カーター             |
| 1980 | ジミー・カーター （民主党）                     | ロナルド・レーガン （共和党）                     | 偽            | 偽                           | 真              | 偽                | 偽              | 真              | 偽              | 真            | 真                | 偽                  | 真                  | 偽                         | 偽                         | 8      | ロナルド・レーガン           | ロナルド・レーガン           |

## モデルによる予想と実際の選挙結果
リクトマンはこの13の鍵を用いて、1984年から2020年までの10回の大統領選挙の一般投票の勝者のうち、9回分を的中させ、同様に10回中9回の大統領選挙の当選者を的中させてきた。
予想と結果が一致しなかったのは以下の通り。
- 2000年の選挙では、与党民主党に対して偽の鍵の個数が5つであり、1999年11月に民主党の現職副大統領で有力候補者のアル・ゴアの選出を予想した[24]。ゴアは一般投票で共和党候補者のジョージ・W・ブッシュを上回る得票率を得たが、選挙人投票の末連邦最高裁判所によりブッシュの勝利が宣言され、ブッシュが次期大統領に選出された。
  - リクトマンは2000年に、これは一般投票の勝者を予測したのであり、実際にゴアはこれに「勝利」したと主張した[25]。リクトマンは1988年の著書『大統領への13の鍵』(The Thirteen Keys to the Presidency) にて、このモデルは一般投票の結果を予想する者であるとしたが[26]、2000年に雑誌に寄稿した記事では読者に対しそのことについてあまり触れず[27][24]、単にゴアが勝つだろうと予想するに留めていた。加えてリクトマンは、フロリダ州における票の再集計を巡る問題を理由に、実際の当選者はゴアであると主張した[28]。
- 2016年の選挙では、与党民主党に対して偽の鍵の個数が6つであり、2016年9月にリクトマンは共和党候補者のドナルド・トランプの勝利を予想した。トランプは一般投票の得票では対立候補を下回ったが、選挙人獲得数で勝利し、次期大統領に選出された。
  - リクトマンは以前、このモデルは一般投票の勝者を予想するだけであるとし、選挙人投票の結果までは予想しないということを表明していたが、2016年次においては選挙人投票の結果を予想するものに変更したと主張した[29]。しかしこの主張は2016年におけるリクトマン自身の著書や記事では支持されておらず、モデルは一般投票の勝者を予想するものとしている[30][31][32]。またこれとは別に、リクトマンは2000年の選挙以降は一般投票の勝者の代わりに選挙人投票での勝者、つまり実際の選出大統領を予想し始めたと主張しており[33][34]、2016年には一般投票の結果と選挙人団による投票の結果は近年劇的に乖離してきており、民主党が一般投票においては優位性を持っているものの、選挙人の獲得においてはそのような優位性がないと説明している。
- 2024年の選挙で、リクトマンはカマラ・ハリスが勝利するだろうと予想し、これを外した[35]。リクトマンは外した要因について、最初の討論会の後に民主党が現職の大統領（ジョー・バイデン）を「貶めて」しまったこと、最終的に選出された候補者（カマラ・ハリス）が予備選挙や党員集会に参加しなかったこと、選挙期間中に非常に高いレベルで一般に偽情報がまん延していたこと、の3点を挙げている[36]。

### 対照表
| 選挙 | 与党の候補者                        | 野党の候補者                          | 与党が 議席増 | 与党内で 有力な ライバルなし | 与党候補 が現職 | 有力な 第三党なし | 短期経済 が良好 | 長期経済 が良好 | 主要な 政策変更 | 社会不安 なし | スキャン ダルなし | 外交政策の 失敗なし | 外交政策の 成功あり | 与党候補に カリスマ性 あり | 野党候補に カリスマ性 なし | 偽の鍵 | 予想勝者                 | 実際の勝者               |
| ---- | ----------------------------------- | ------------------------------------- | ------------- | ---------------------------- | --------------- | ----------------- | --------------- | --------------- | --------------- | ------------- | ----------------- | ------------------- | ------------------- | -------------------------- | -------------------------- | ------ | ------------------------ | ------------------------ |
| 1984 | ロナルド・レーガン （共和党）       | ウォルター・モンデール （民主党）     | 真            | 真                           | 真              | 真                | 真              | 偽              | 真              | 真            | 真                | 真                  | 偽                  | 真                         | 真                         | 2      | ロナルド・レーガン       | ロナルド・レーガン       |
| 1988 | ジョージ・H・W・ブッシュ （共和党） | マイケル・デュカキス （民主党）       | 真            | 真                           | 偽              | 真                | 真              | 真              | 偽              | 真            | 真                | 真                  | 真                  | 偽                         | 真                         | 3      | ジョージ・H・W・ブッシュ | ジョージ・H・W・ブッシュ |
| 1992 | ジョージ・H・W・ブッシュ （共和党） | ビル・クリントン （民主党）           | 偽            | 真                           | 真              | 偽                | 偽              | 偽              | 偽              | 真            | 真                | 真                  | 真                  | 偽                         | 真                         | 6      | ビル・クリントン         | ビル・クリントン         |
| 1996 | ビル・クリントン （民主党）         | ボブ・ドール （共和党）               | 偽            | 真                           | 真              | 偽                | 真              | 真              | 偽              | 真            | 真                | 真                  | 偽                  | 偽                         | 真                         | 5      | ビル・クリントン         | ビル・クリントン         |
| 2000 | アル・ゴア （民主党）               | ジョージ・W・ブッシュ （共和党）      | 真            | 真                           | 偽              | 真                | 真              | 真              | 偽              | 真            | 偽                | 真                  | 偽                  | 偽                         | 真                         | 5      | アル・ゴア               | ジョージ・W・ブッシュ    |
| 2004 | ジョージ・W・ブッシュ （共和党）    | ジョン・フォーブズ・ケリー （民主党） | 真            | 真                           | 真              | 真                | 真              | 偽              | 偽              | 真            | 真                | 偽                  | 真                  | 偽                         | 真                         | 4      | ジョージ・W・ブッシュ    | ジョージ・W・ブッシュ    |
| 2008 | ジョン・マケイン （共和党）         | バラク・オバマ （民主党）             | 偽            | 真                           | 偽              | 真                | 偽              | 偽              | 偽              | 真            | 真                | 偽                  | 偽                  | 偽                         | 偽                         | 9      | バラク・オバマ           | バラク・オバマ           |
| 2012 | バラク・オバマ （民主党）           | ミット・ロムニー （共和党）           | 偽            | 真                           | 真              | 真                | 真              | 偽              | 真              | 真            | 真                | 真                  | 真                  | 偽                         | 真                         | 3      | バラク・オバマ           | バラク・オバマ           |
| 2016 | ヒラリー・クリントン （民主党）     | ドナルド・トランプ （共和党）         | 偽            | 偽                           | 偽              | 真                | 真              | 真              | 偽              | 真            | 真                | 真                  | 偽                  | 偽                         | 真                         | 6      | ドナルド・トランプ       | ドナルド・トランプ       |
| 2020 | ドナルド・トランプ （共和党）       | ジョー・バイデン （民主党）           | 偽            | 真                           | 真              | 真                | 偽              | 偽              | 真              | 偽            | 偽                | 真                  | 偽                  | 偽                         | 真                         | 7      | ジョー・バイデン         | ジョー・バイデン         |
| 2024 | カマラ・ハリス （民主党）           | ドナルド・トランプ （共和党）         | 偽            | 真                           | 偽              | 真                | 真              | 真              | 真              | 真            | 真                | 偽                  | 真                  | 偽                         | 真                         | 4      | カマラ・ハリス           | ドナルド・トランプ       |

## 受容

### メディア取材
リクトマンのモデルは2012年の選挙でのバラク・オバマの再選を予想した2010年7月以降、メディアで多く取り上げられた。
リクトマンのモデルが再びメディアによる脚光を浴びたのは、リクトマンがドナルド・トランプの当選を予想した数少ない者のうちの一人であった2016年の選挙の時である。選挙後、トランプはワシントン・ポスト紙に掲載されたリクトマンの予想の写しに "Professor - congrats, good call."（先生、おめでとう。素晴らしい予測だ。）と書き記したメッセージを送った。

### 批判
リクトマンのこのモデルは政治学者、ジャーナリスト、コメンテーターなどから大きな批判を受けている。バッファロー大学の政治学教授ジェームズ・E・キャンベルは、モデルによる予想の主観的な側面を批判し、鍵の真偽がしばしば「観察者の目」によって判断されると述べている。
リクトマンが教鞭を執るアメリカン大学出身者で記者のラーズ・エマーソンおよびマイケル・ロヴィトは、リクトマンが2016年の選挙でドナルド・トランプの一般投票勝利を予想したのにもかかわらず、リクトマン自身が予想を的中させたように主張していることを批判した。エマーソンらはモデルによる予想の正確性は世論調査によるものとさほど変わらないと指摘し、「1984年から2020年までの選挙において、世論調査でリードしている人物が勝利すると予測すれば、10回中9回は正確に予想することができるだろう。これはリクトマンの言う自身の予想の的中率と全く同じである。」と述べた。マーケット大学教授のジュリア・アザリは、13の鍵は選挙戦を評価する上でのスターティング・ポイントとしては役に立つが、「モデル」と言えるものではないと考えているとした。リクトマンはこれらの批判に対して活発に反論している。
『ファイブサーティエイト』の統計学者ネイト・シルバーは13の鍵について多くの批判を展開している。特に、候補者のカリスマ性など各鍵の真偽を判断する上で主観性を要することや、長期経済に関する鍵など他の一部の鍵については、データ・ドレッジングや過剰適合の一例であると主張する。シルバーは「リクトマンは正しい鍵の組み合わせを発見したというよりは、錠前師であり、38個の扉を全て開けるまで新たな鍵を造り続けることができるのだ。」と懸念を表明した。さらに、経済に関する事項は多くの有権者らが関心を寄せる事柄であるはずなのに、これに関する項目が13の鍵のうち2つしかないという事実も批判している。加えて、2016年のリクトマンの予想はトランプの一般投票における勝利を予想した者であり、実際には外れたものだと主張している。